# Luận tội tại Hoa Kỳ

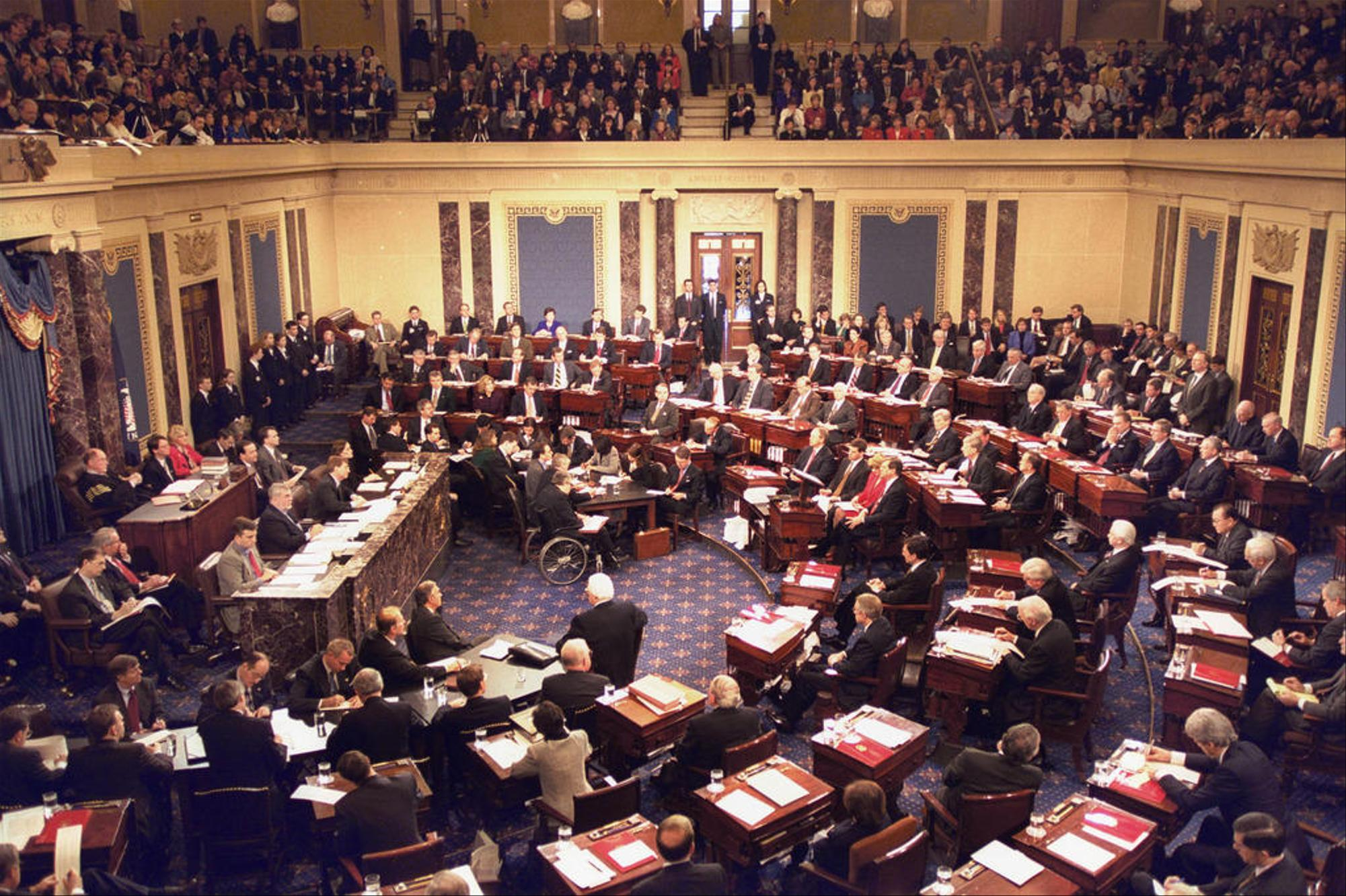
Quang cảnh xét xử luận tội Tổng thống Bill Clinton năm 1999, Thẩm phán trưởng Hoa Kỳ William Rehnquist làm chủ tọa đại diện được chọn lựa từ Hạ viện Hoa Kỳ ngồi bên cạnh những bàn cong bên phía trái và ban hội đồng tư vấn của tổng thống ngồi bên phải, quang cảnh trông rất giống như vụ xét xử Tổng thống Andrew Johnson.

Tại Hoa Kỳ, luận tội (tiếng Anh: impeachment) là một quyền lực của ngành lập pháp Hoa Kỳ, được dùng đến để chính thức truy tố một viên chức dân sự nào của chính phủ vì những hành động phạm pháp thực hiện trong khi đang tại chức. Việc xét xử thực sự về những điều truy tố này và sau cùng là việc truất phế một viên chức bị kết án là 1 hành động khác, riêng biệt.
Luận tội có thể nói là tương ứng với các bước truy tố phạm nhân tại các tòa án thông thường trong khi việc xét xử bởi một viện lập pháp khác thì tương ứng với việc xử án trước một thẩm phán và bồi thẩm đoàn tại các tòa án thông thường. Thông thường, hạ viện của ngành lập pháp sẽ luận tội viên chức và thượng viện sẽ tiến hành xét xử.
Tại cấp liên bang, Điền khoản 2 Hiến pháp Hoa Kỳ (đoạn 4) có nói rằng "Tổng thống, Phó tổng thống, và các viên chức dân sự khác của Hoa Kỳ sẽ bị truất phế dựa trên sự luận tội vì bị kết án là phản quốc, hối lộ hay các tội nặng nhẹ khác." Hạ viện là nơi có quyền duy nhất luận tội trong khi đó Thượng viện Hoa Kỳ là nơi duy nhất có quyền xét xử tất cả những vụ luận tội. Việc truất phế các viên chức bị luận tội là tự động nếu bị xét xử là có tội tại Thượng viện.
Luận tội có thể xảy ra tại cấp bậc tiểu bang; ngành lập pháp tiểu bang có thể tiến hành luận tội các viên chức của tiểu bang trong đó gồm có thống đốc tiểu bang dựa theo hiến pháp của tiểu bang.
Tại Hội nghị Philadelphia, Benjamin Franklin có nói rằng, trong lịch sử, việc truất phế các viên chức hành chính trưởng "đáng ghét" đã được thực hiện bằng cách ám sát. Franklin đề nghị rằng một cơ chế thủ tục hóa cho việc truất phế — là luận tội — nên được sử dụng hơn.

## Tiến trình luận tội cấp liên bang

### Hạ viện Hoa Kỳ

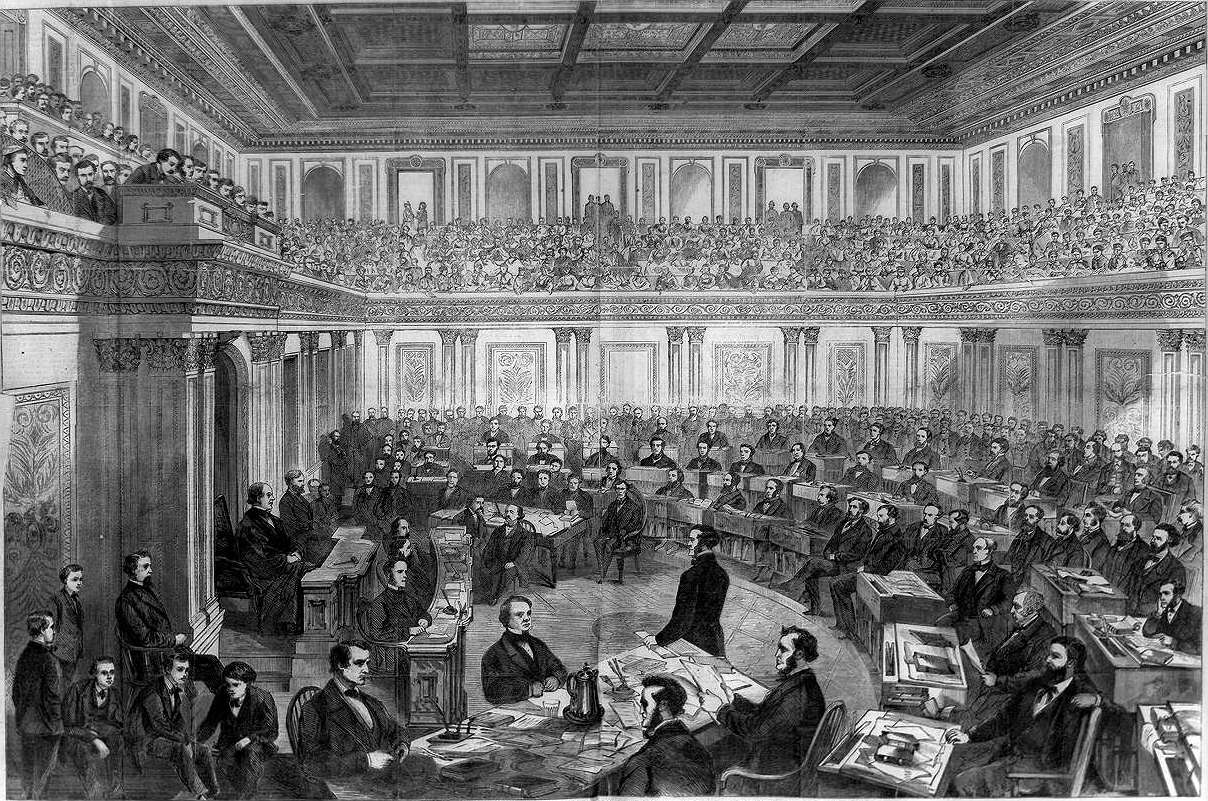
Minh họa buổi xét xử luận tội Tổng thống Andrew Johnson năm 1868, Thẩm phán trưởng Hoa Kỳ Salmon P. Chase làm chủ tọa.

Tiến trình luận tội có thể được một thành viên của Hạ viện Hoa Kỳ mở đầu dựa trên ý kiến chung của chính hạ viện, bằng cách đưa ra một danh sách có tuyên thệ gồm các lời buộc tội hay yêu cầu chuyển việc luận tội lên ủy ban thích hợp. Tiến trình luận tội có thể được khởi sự bởi người không cùng thành viên với người bị luận tội. Ví dụ, khi Hội Tư pháp Hoa Kỳ đề nghị luận tội một thẩm phán liên bang (cùng thành viên với hội tư pháp) thì việc làm thế nào để sắp xếp và tiến hành luận tội một cách thỏa đáng có thể là công việc của một công tố viên đặc biệt, Tổng thống, một nghị viện lãnh thổ hay tiểu bang, đại bồi thẩm đoàn, hay bằng trưng cầu dân ý (không thuộc thành viên với thẩm phán).
Tùy theo loại quyết định luận tội mà việc luận tội sẽ được chuyển đến một ủy ban nào đó xử lý. Một quyết định luận tội một cá nhân đặc biệt nào đó thì thường được chuyển đến Ủy ban Tư pháp Hạ viện Hoa Kỳ. Một quyết định cho phép tiến hành một cuộc điều tra có liên quan đến tiến trình luận tội thì được chuyển đến Ủy ban Luật pháp Hạ viện Hoa Kỳ, và rồi sau đó chuyển đến Ủy ban Tư pháp Hạ viện Hoa Kỳ. Ủy ban Tư pháp Hạ viện Hoa Kỳ bằng cách biểu quyết sẽ quyết định xem có đầy đủ chứng cứ để luận tội hay không. Nếu ủy ban này tìm thấy được chứng cớ để luận tội thì họ sẽ xúc tiến việc truy tố hành động sai phạm bằng một hay nhiều hơn các điều khoản nhằm tiến tới việc luận tội. Quyết định luận tội hay các điều khoản luận tội sau đó được báo cáo lên toàn hạ viện cùng với những lời đề nghị của ủy ban đặc trách luận tội.
Hạ viện tranh luận về giải pháp luận tội và có thể vào lúc cuối cùng sẽ xem xét giải pháp chung hay biểu quyết cho từng mục luận tội riêng biệt. Biểu quyết lấy đa số đơn giản là cần có để mỗi mục hay toàn phần giải pháp luận tội được thông qua. Nếu Hạ viện biểu quyết thông qua việc luận tội thì các đại diện (thường thường được gọi theo tiếng Anh là "House managers") được chọn ra để đệ trình vụ việc lên Thượng viện Hoa Kỳ. Hiện nay, các đại diện, vừa được nói đến ở trên, được chọn lựa theo giải pháp trong khi trong lịch sử Hạ viện đôi khi sẽ tự chọn ra các đại diện này hay thông qua 1 giải pháp cho phép sự bổ nhiệm các đại diện này theo ý của Chủ tịch Hạ viện Hoa Kỳ.
Hạ viện cũng sẽ thực hiện 1 giải pháp để thông báo với Thượng viện về hành động của mình. Sau khi nhận được thông báo, Thượng viện sẽ thực hiện việc thông báo cho Hạ viện biết là Thượng viện đã sẵn sàng để nhận các đại diện luận tội từ Hạ viện gửi đến. Các đại diện luận tội của Hạ viện sau đó sẽ xuất hiện trước Thượng viện và trình bày các mục luận tội. Sau khi đọc các cáo trạng, các đại diện luận tội của Hạ viện quay trở về Hạ viện và báo cáo miệng trước Hạ viện.

### Thượng viện Hoa Kỳ
Việc tiến hành khởi tố được mở ra trong hình thức một cuộc xét xử mà trong đó mỗi bên có quyền gọi nhân chứng và thực hiện việc thẩm vấn. Các thành viên thuộc Hạ viện Hoa Kỳ, những người được gọi chung trong tiếng Anh là "house manager" (tạm dịch là đại diện luận tội của Hạ viện Hoa Kỳ) trong suốt vụ xét xử, sẽ trình bày hồ sơ truy tố và viên chức bị luận tội cũng có quyền chuẩn bị việc biện hộ cùng với các luật sư của mình. Các thượng nghị sĩ cũng phải tuyên thệ hay xác nhận rằng họ sẽ thực thi nhiệm vụ của mình một cách trung thực. Sau khi lắng nghe những lời buộc tội, Thượng viện Hoa Kỳ thường bế quan để nghị án. Việc kết án viên chức bị luận tội cần có một đa số hai phần ba số phiếu tại Thượng viện.
Thượng viện sẽ đưa ra phán quyết dựa trên quyết định của chính mình, cho dù là kết án hay tha bổng. Một bản phán quyết sẽ được bộ trưởng bộ ngoại giao điền vào. Sau khi bị kết án, viên chức bị luận tội sẽ tự động bị truất phế khỏi chức vụ và cũng có thể bị cấm giữ 1 chức vụ khác trong tương lai. Viên chức bị truất phế cũng có thể phải chịu sự truy tố hình sự. Tổng thống Hoa Kỳ không thể ban lệnh ân xá cho những viên chức bị luận tội, nhưng có thể ân xá đối với bất cứ một vụ xét xử hình sự nào xảy ra sau đó.
Kể từ thập niên 1980, Thượng viện Hoa Kỳ bắt đầu sử dụng "Các Ủy ban Xét xử Luận tội" theo Luật Thượng viện XII. Những ủy ban này trông coi giai đoạn tìm bằng chứng cho những vụ xét xử, lắng nghe các chứng cứ và giám sát việc điều tra cũng như thẩm vấn các nhân chứng. Các ủy ban này sau đó sẽ tổng kết thành hồ sơ chứng cứ và đệ trình hồ sơ này lên Thượng viện; tất cả các thượng nghị sĩ lúc đó sẽ có dịp xem qua các bằng chứng trước khi thượng viện tiến hành biểu quyết kết án hay tha bổng. Mục đích của các ủy ban là làm cho tiến trình xét xử luận tội được nhanh chóng bằng không thì sẽ mất rất nhiều thì giờ cho thượng viện. Các bị cáo đã phản đối việc sử dụng những ủy ban này vì họ cho rằng những ủy ban như thế là một sự vi phạm quyền xét xử công bằng đối với bị cáo cũng như vi phạm cơ chế bắt buộc theo hiến pháp là Thượng viện phải là một bộ phận có "quyền lực duy nhất xét xử tất cả những vụ luận tội". Một số thẩm phán bị luận tội đã tìm sự can thiệp của tòa án trong các vụ xét xử luận tội họ dựa theo những lý do nêu trên nhưng các tòa án đã từ chối tham dự vào vì Hiến pháp đã trao quyền độc nhất cho ngành lập pháp trong việc luận tội và truất phế.

## Lịch sử
Khi soạn thảo Điều khoản II, Đoạn bốn, Hiến pháp Hoa Kỳ, George Mason muốn chọn việc luận tội dành riêng cho "hành chính sai trái" hơn nhưng James Madison, người muốn chọn việc luận tội chỉ dành riêng cho hành vi phạm tội, lại là người đặc trách vấn đề. Vì thế, những vụ luận tội có thể chỉ được thực hiện đối với tội "phản quốc, hối lộ và tội nặng nhẹ khác." Tuy nhiên, một số học giả như Kevin Gutzman lại tranh cãi quan điểm này và cho rằng thuật từ tiếng Anh "high crimes and misdemeanors" (tội nặng nhẹ) là chủ ý mang một ý nghĩa rộng nhiều hơn nữa.
Theo truyền thống Quốc hội Hoa Kỳ xem việc luận tội như là một quyền lực chỉ sử dụng cho các vụ việc nghiêm trọng; Hạ viện Hoa Kỳ thực sự khởi sự thủ tục luận tội chỉ có 62 lần kể từ năm 1789. Có hai vụ không đi đến giai đoạn xét xử vì các cá nhân đáng ra bị luận tội đã rời nhiệm sở.
Đã có 19 viên chức liên bang thực sự bị luận tội. Trong số này có 15 vị thẩm phán liên bang: 12 người là thẩm phán tòa án khu vực, hai người là thẩm phán tòa phúc thẩm (một trong số này cũng là thẩm phán của tòa thương mại Hoa Kỳ), và một người là thẩm phán Tối cao Pháp viện Hoa Kỳ. Trong số 4 người khác là hai vị Tổng thống Hoa Kỳ, một vị bộ trưởng và một vị thượng nghị sĩ. Trong số 18 viên chức bị luận tội có bảy người bị kết án. Một người, cựu quan tòa Alcee Hastings, được bầu vào Hạ viện Hoa Kỳ sau khi bị truất phế khỏi chức vụ.
Vụ luận tội Thượng nghị sĩ William Blount của Tennessee năm 1797 bị bế tắc vì lý do Thượng viện Hoa Kỳ thiếu thẩm quyền đối với ông. Vì trong một hành động riêng biệt không có liên quan đến tiến trình luận tội ông, Thượng viện Hoa Kỳ đã đuổi ông ra khỏi Thượng viện và vì vậy Thượng viện Hoa Kỳ có thể đã không còn thẩm quyền đối với ông nữa khi ông không còn là thượng nghị sĩ hay vì lý do các thượng nghị sĩ không phải là các viên chức dân sự của chính phủ liên bang nên không phải chịu sự luận tội. Không có thành viên quốc hội nào khác từng bị luận tội mặc dù Hiến pháp cũng cho phép cả hai viện Quốc hội trục xuất thành viên của mình. Việc này đôi khi có xảy ra ở cả hai viện. Trục xuất, không như luận tội, không ngăn cản một cá nhân giữ 1 chức vụ mới trong tương lai.

### Luận tội tổng thống Hoa Kỳ
Ngày 24 tháng 2 năm 1868, Tổng thống thứ 17 Andrew Johnson trở thành tổng thống đầu tiên của Hoa Kỳ trong lịch sử bị Hạ viện bỏ phiếu luận tội. Tuy nhiên, 3 tháng sau, ông đã được Thượng viện bỏ phiếu tha bổng.
Ngày 9 tháng 8 năm 1974, Tổng thống thứ 37 Richard Nixon từ chức khi biết chắc chắn rằng mình sắp bị luận tội khi Ủy ban Tư pháp Hạ viện Hoa Kỳ đã chấp thuận việc luận tội ông trước đó.
Ngày 19 tháng 12 năm 1998, Tổng thống thứ 42 Bill Clinton bị Hạ viện bỏ phiếu luận tội do khai man và ngăn cản công lý. Tuy nhiên, ngày 12 tháng 2 năm 1999, ông được Thượng viện bỏ phiếu tha bổng.
Ngày 18 tháng 12 năm 2019, Tổng thống thứ 45 Donald Trump bị Hạ viện bỏ phiếu luận tội với tội danh lạm dụng quyền lực và cản trở Quốc hội. Tuy nhiên, ngày 5 tháng 2 năm 2020, ông được Thượng viện bỏ phiếu tha bổng.
Ngày 13 tháng 1 năm 2021, Tổng thống thứ 45 Donald Trump bị Hạ viện bỏ phiếu luận tội lần nữa với tội danh kích động nổi loạn đã diễn ra sau nỗ lực của ông nhằm lật ngược kết quả cuộc bầu cử tổng thống năm 2020. Tuy nhiên, ngày 13 tháng 2 năm 2021, ông được Thượng viện bỏ phiếu tha bổng lần nữa. Ông là tổng thống Hoa Kỳ đầu tiên (và cũng là người giữ chức vụ liên bang đầu tiên) bị luận tội hai lần.

### Các viên chức bị luận tội ở Hoa Kỳ
| #  | Ngày luận tội        | Bị cáo                | Chức vụ                                                                                | Kết quả                                                                         |
| -- | -------------------- | --------------------- | -------------------------------------------------------------------------------------- | ------------------------------------------------------------------------------- |
| 1  | 7 tháng 7 năm 1797   | William Blount        | Thượng nghị sĩ Hoa Kỳ (tiểu bang Tennessee)                                            | Vụ xử bị bãi bỏ ngày 14 tháng 1 năm 1799                                        |
| 2  | 2 tháng 3 năm 1803   | John Pickering        | Quan tòa (Tòa án Hoa Kỳ đặc trách khu vực New Hampshire)                               | Bị tước chức vụ ngày 12 tháng 3 năm 1804                                        |
| 3  | 12 tháng 3 năm 1804  | Samuel Chase          | Thẩm phán (Tối cao Pháp viện Hoa Kỳ)                                                   | Tha bổng ngày 1 tháng 3 năm 1805                                                |
| 4  | 24 tháng 4 năm 1830  | James H. Peck         | Quan tòa (Tòa án Hoa Kỳ đặc trách khu vực Missouri)                                    | Tha bổng ngày 31 tháng 1 năm 1831                                               |
| 5  | 6 tháng 5 năm 1862   | West Hughes Humphreys | Quan tòa (Tòa án Hoa Kỳ đặc trách khu vực miền Đông, miền Trung và miền Tây Tennessee) | Bị tước chức vụ và cấm giữ chức vụ tương lai vào ngày 26 tháng 6 năm 1862       |
| 6  | 24 tháng 2 năm 1868  | Andrew Johnson        | Tổng thống Hoa Kỳ                                                                      | Tha bổng ngày 26 tháng 5 năm 1868                                               |
| 7  | 28 tháng 2 năm 1873  | Mark W. Delahay       | Quan tòa (Tòa án Hoa Kỳ đặc trách khu vực Kansas)                                      | Từ chức ngày 12 tháng 12 năm 1873                                               |
| 8  | 2 tháng 3 năm 1876   | William W. Belknap    | Bộ trưởng Chiến tranh Hoa Kỳ                                                           | Tha bổng sau khi ông từ chức ngày 1 tháng 8 năm 1876.                           |
| 9  | 13 tháng 12 năm 1904 | Charles Swayne        | Quan tòa (Tòa án Hoa Kỳ đặc trách khu vực miền bắc Florida)                            | Tha bổng ngày 27 tháng 2 năm 1905                                               |
| 10 | 11 tháng 7 năm 1912  | Robert W. Archbald    | Thẩm phán (Tòa án Thương mại Hoa Kỳ) Quan tòa (Tòa án phúc thẩm)                       | Bị tước chức vụ và cấm giữ chức vụ tương lai vào ngày 13 tháng 1 năm 1913       |
| 11 | 1 tháng 4 năm 1926   | George W. English     | Quan tòa (Tòa án Hoa Kỳ đặc trách khu vực miền đông Illinois)                          | Từ chức ngày 4 tháng 11 năm 1926, vụ xét xử bị hủy bỏ ngày 13 tháng 12 năm 1926 |
| 12 | 24 tháng 2 năm 1933  | Harold Louderback     | Quan tòa (Tòa án Hoa Kỳ đặc trách khu vực miền bắc California)                         | Tha bổng ngày 24 tháng 5 năm 1933                                               |
| 13 | 2 tháng 3 năm 1936   | Halsted L. Ritter     | Quan tòa (Tòa án Hoa Kỳ đặc trách khu vực miền nam Florida)                            | Bị tước chức vụ vào ngày 17 tháng 4 năm 1936                                    |
| 14 | 22 tháng 7 năm 1986  | Harry E. Claiborne    | Quan tòa (Tòa án Hoa Kỳ đặc trách khu vực Nevada)                                      | Bị tước chức vụ vào ngày 9 tháng 10 năm 1986                                    |
| 15 | 3 tháng 8 năm 1988   | Alcee Hastings        | Quan tòa (Tòa án Hoa Kỳ đặc trách khu vực miền nam Florida)                            | Bị tước chức vụ vào ngày 20 tháng 10 năm 1989                                   |
| 16 | 10 tháng 5 năm 1989  | Walter Nixon          | Quan tòa trưởng (Tòa án Hoa Kỳ đặc trách khu vực miền nam Mississippi)                 | Bị tước chức vụ vào ngày 3 tháng 11 năm 1989                                    |
| 17 | 19 tháng 12 năm 1998 | Bill Clinton          | Tổng thống Hoa Kỳ                                                                      | Tha bổng ngày 12 tháng 2 năm 1999                                               |
| 18 | 19 tháng 6 năm 2009  | Samuel B. Kent        | Quan tòa (Tòa án Hoa Kỳ đặc trách khu vực miền nam Texas)                              | Từ chức ngày 30 tháng 6 năm 2009, được tha bổng ngày 22 tháng 7 năm 2009        |
| 19 | 11 tháng 3 năm 2010  | Thomas Porteous       | Quan tòa (Tòa án Hoa Kỳ đặc trách khu vực miền đông Louisiana)                         | Bị tước chức vụ vào ngày 8 tháng 12 năm 2010                                    |
| 20 | 18 tháng 12 năm 2019 | Donald Trump          | Tổng thống Hoa Kỳ                                                                      | Tha bổng ngày 5 tháng 2 năm 2020                                                |
| 21 | 13 tháng 1 năm 2021  | Donald Trump          | Tổng thống Hoa Kỳ                                                                      | Tha bổng ngày 13 tháng 2 năm 2021                                               |

## Đòi hỏi luận tội
Mặc dù việc luận tội thật sự một công chức là một sự kiện hiếm thấy nhưng việc đòi hỏi luận tội, đặc biệt là đối với các tổng thống, thì rất là phổ biến, có từ thời chính phủ của tổng thống George Washington vào giữa thập niên 1790. Trên thực tế, đa số trong số 62 giải pháp luận tội được nhắc đến ở trên là để đối phó với việc làm của các tổng thống.
Mặc dù gần như tất cả những giải pháp luận tội được đưa ra phần nhiều là chuyện nhỏ nhặt và rồi bị bỏ qua chẳng bao lâu sau khi chúng được trình ra nhưng cũng có một số giải pháp luận tội đi đến kết quả như trông đợi. Bộ trưởng Ngân khố Hoa Kỳ Andrew Mellon và Thẩm phán Tối cao Pháp viện Hoa Kỳ Abe Fortas, cả hai đều từ chức để đối phó với mối đe dọa bị gọi ra điều trần luận tội, và nổi tiếng nhất là vụ Tổng thống Richard Nixon từ chức sau khi Ủy ban Tư pháp Hạ viện Hoa Kỳ báo cáo xong các điều khoản luận tội ông trước Hạ viện.

## Luận tội tại cấp bậc tiểu bang
Các nghị viện tiểu bang có thể luận tội các viên chức tiểu bang trong đó có cả thống đốc. Nơi xét xử luận tội có thể khác nhau chút ít so với mô hình liên bang — Ví dụ tại tiểu bang New York, hạ viện tiểu bang luận tội và thượng viện tiểu bang xét xử sự vụ nhưng các thành viên gồm có 7 quan tòa thuộc Tòa án Phúc thẩm Tiểu bang New York (đây là cấp bậc tòa hiến pháp cao cấp nhất của tiểu bang New York) cùng ngồi với các thượng nghị sĩ tiểu bang trong vai trò đoàn bồi thẩm . Việc luận tội và bãi nhiệm các thống đốc đôi khi xảy ra xuyên suốt lịch sử Hoa Kỳ, thường thường là bị truy tố vì tội tham nhũng. Tổng số có ít nhất 11 thống đốc tiểu bang đã đối diện với 1 vụ xét xử luận tội; thống đốc thứ 12 là Lee Cruce của tiểu bang Oklahoma, thoát kết án sau luận tội chỉ nhờ vào tỉ lệ 1 phiếu biểu quyết duy nhất vào năm 1912. Một số người khác, gần đây nhất là John G. Rowland của tiểu bang Connecticut đã chịu từ chức hơn là đối mặt việc bị luận tội khi các sự kiện cho thấy ông chắc chắn bị luận tội. Vụ luận tội một thống đốc mới đây nhất xảy ra vào ngày 14 tháng 1 năm 2009 khi Hạ viện tiểu bang Illinois biểu quyết 117-1 để luận tội Rod Blagojevich vì bị cáo buộc tham nhũng; sau cùng ông bị Thượng viện tiểu bang Illinois tước chức vụ và cấm giữ chức vụ tương lai vào ngày 29 tháng 1. Ông là thống đốc tiểu bang thứ 8 trong lịch sử Mỹ bị tước chức vụ.
Việc tiến hành luận tội hay tước chức vụ của các viên chức cấp địa phương thì khá khác nhau. Ví dụ, tại New York, một thị trưởng bị tước chức vụ trực tiếp từ thống đốc tiểu bang "ngay sau khi được nghe" các cáo trạng — luật lệ không có đi sâu vào chi tiết loại truy tố nào là cần thiết hay thống đốc phải tìm hiểu cái gì trước khi tước chức vụ một thị trưởng.